# SCIgen
SCIgen – generator parodii tworzący publikacje naukowe z dziedziny informatyki. Publikacje mogą zawierać wykresy i cytaty ze źródeł naukowych, co sprawia, że powstały tekst wygląda wiarygodnie.
W 2005 roku dokument wygenerowany przez SCIgen (Rooter: A Methodology for the Typical Unification of Access Points and Redundancy) został zaakceptowany do publikacji na konferencji naukowej „World Multiconference on Systemics, Cybernetics and Informatics” (WMSCI 2005), a autorzy zostali zaproszeni do wygłoszenia prelekcji. Niedługo potem, gdy opublikowali informacje o mistyfikacji i pochodzeniu tekstu, zaproszenie cofnięto.
W 2010 Cyril Labbe wygenerował wiele prac naukowych, robiąc coś podobnego do farmy linków, i dodał je do Google Scholar – prace te cytowały siebie nawzajem, dzięki czemu fikcyjny naukowiec Ike Antkare został oceniony (według wskaźnika Hirscha) wyżej niż Albert Einstein.